# Maria Skerrett
Maria (Mary) Skerrett (ur. 1702, zm. 1738) – druga żona pierwszego premiera Wielkiej Brytanii Roberta Walpole'a.

## Życiorys
Posiadała wiele talentów, umiała znakomicie śpiewać. Była jedną z najmodniejszych Brytyjek swych czasów, przyjmowaną chętnie w każdym domu. Jej ojcem był Thomas Skerret, handlarz drewnem okrętowym, który zapłacił Walpole'owi wielką sumę 30 tys. funtów posagu.
Maria była przyjaciółką i towarzyszką życia Walpole'a, który był w separacji z pierwszą żoną Catherine Shorter (1682–1737) już od 1723, lecz poślubił ją w marcu 1738 po śmierci żony. Maria zmarła przy porodzie w czerwcu 1738 roku. Została pochowana w Houghton Hall, posiadłości Walpole'a.
Oboje z Walpolem zostali przedstawieni w Operze żebraczej Johna Gaya i Johanna Christopha Pepuscha z 1728, będącej satyrą na rządy premiera – on jako kapitan Macheath (Mackie Majcher), ona jako Molly (tak też nazywała ją w swych listach pisarka i feministka Mary Wortley Montagu).